# Pavličevo sedlo
Pavličevo sedlo albo Pavličev vrh (niem. Paulitschsattel, pol. Przełęcz Pavliča) – przełęcz o wysokości 1339 m n.p.m. w Alpach Kamnicko-Sawińskich na granicy orograficznej z Karawankami.
Na Przełęczy Pavliča, która swoją nazwę otrzymała od gospodarza Pavliča przebiega państwowa słoweńsko-austriacka i dawna krajowa granica karyncko-styryjska, tu też orograficznie kończą się Alpy Kamnicko-Sawińskie.

## Położenie
Dostęp na przełęcz jest drogą z Doliny Logarskiej. Z Domu sester Logar na końcu doliny z północy otwiera się dolina Matkov kot. Dolną częścią doliny wije się droga przez Katkov kot na Przełęcz Pavliča (około 7,5 km), gdzie było przejście graniczne słoweńsko-austriackie. Tu było w przeszłości główne przejście mieszkańców Solčavy do Eisenkappel-Vellach (słoweń. Železna Kapla-Bela), kiedy jeszcze administracyjnie tam należeli. Droga z przełęczy kontynuuje przez około 5 km koło gospodarstwa Zgornji Pavlič (1099 m n.p.m.), stamtąd do gospodarstwa Spodnji Pavlič (niem. Paulitschvilla, 797 m n.p.m.), gdzie dołącza do drogi, która łączy Eisenkappel-Vellach z przełęczą Jezerski vrh. Na tej drugiej drodze ruch jest większy. 